# Эйтчисон, Хелен
Фрэнсис Хелен Эйтчисон (англ. Frances Helen Aitchison; 6 декабря 1881 ― 26 мая 1947) ― британская теннисистка, участница летних Олимпийских игр 1912 год.
В 1912 году она завоевала серебряную медаль вместе со своим партнёром Гербертом Барретом в зальном миксте.
В той же Олимпиаде участвовала и в крытом одиночном зачёте, но выбыла в четвертьфинале.

## Биография
Эйтчисон родилась в городе Сандерленд в 1881 году в семье кораблестроителя Джеймса Эйтчисона и его жены Марии. Хелен была их старшей дочерью. Она участвовала в Чемпионате графства 1907 года вместе с тремя своими сёстрами, Элис, Кэтлин и Сивиллой: вместе они внесли свой вклад в победу команды Дарема над командой Миддлсекса со счётом 5-4.
Эйтчисон впервые выступила на Уимблдонском турнире в 1909 году, в возрасте 27 лет, выиграв в парной игре вместе со своей партнёршей Агнес Тьюки. Она также принимала участие в соревнованиях 1910, 1911, 1913 и 1914 годов, трижды выйдя в полуфинал и два раза в четвертьфинал в женском одиночном разряде. В 1913 году она выиграла титул чемпиона в женском одиночном разряде на чемпионате мира на крытых кортах в Стокгольме, победив Кейт Гиллоу в финале в двух сетах. Её успех на Олимпиаде в Стокгольме в 1912 году привёл её к тому, что она стала первым Олимпийским призёром из Сандерленда.
В Эпсоме в 1914 году она вышла замуж за Джона Лейска.